# Erik Lundin
Erik Lundin (ur. 2 lipca 1904 w Sztokholmie, zm. 5 grudnia 1988 tamże) – szwedzki szachista, arcymistrz od 1983 roku.

## Kariera szachowa
Należy do grona najwybitniejszych szwedzkich szachistów. Pomiędzy 1930, a 1960 dziewięciokrotnie reprezentował swój kraj na szachowych olimpiadach, zdobywając 4 medale: 2 drużynowe (srebrny – 1935 i brązowy – 1933) oraz 2 indywidualne (złoty – 1933, za uzyskany wynik na III szachownicy i brązowy – 1939, na szachownicy II). Łącznie rozegrał 143 olimpijskie partie, w których zdobył 88½ pkt. Siedmiokrotnie zdobył tytuł indywidualnego mistrza Szwecji, w latach 1941, 1942, 1945, 1946, 1960, 1961 i 1964. W 1948 roku wziął udział w pierwszym turnieju międzystrefowym rozegranym w Saltsjöbaden, zajął w nim jednak ostatnie XX miejsce.
Z powodzeniem wystąpił w wielu międzynarodowych turniejach, m.in.:
- 1928 – Oslo (I miejsce), Sztokholm (II–II m. wraz z Richardem Rétim),
- 1929 – Göteborg, (mistrzostwa krajów nordyckich, II m.), Västerås (III m.),
- 1931 – Göteborg (I–III m. wraz z Salomonem Flohrem i Gösta Stoltzem),
- 1932 – Karlskrona (I–II m. wraz z Gideonem Ståhlbergiem),
- 1934 – Sztokholm (I m.), Kopenhaga (mistrzostwa krajów nordyckich, II m. za Aronem Nimzowitschem),
- 1935 – Örebro (II m. za Aleksandrem Alechinem)
- 1936 – Margate (IV m.), Ostenda (I m.), Helsinki (mistrzostwa krajów nordyckich, I m.)
- 1937 – Kopenhaga (mistrzostwa krajów nordyckich, I m.)
- 1938 – Kalmar (I m.), Örebro (mistrzostwa krajów nordyckich, II–III m. wraz z Henrikiem Carlssonem),
- 1939 – Oslo (mistrzostwa krajów nordyckich, I–II m. wraz z Gideonem Ståhlbergiem),
- 1941 – Monachium (II–III m. wraz z Aleksandrem Alechinem)
- 1942 – Sztokholm (III–IV m.)
- 1948 – Bad Gastein (I m.)
- 1951 – Wiedeń (II m. za Mosze Czerniakiem),
- 1952 – Zurych (I m.)

W 1933 r. pokonał 3½–2½ Rudolfa Spielmanna w meczu rozegranym w Sztokholmie. W 1950 r. otrzymał tytuł mistrza międzynarodowego, natomiast w 1983 r. Międzynarodowa Federacja Szachowa przyznała mu, za wcześniejsze osiągnięcia, honorowy tytuł arcymistrza.
Według retrospektywnego systemu Chessmetrics, najwyżej sklasyfikowany był w grudniu 1946 r., zajmował wówczas 18. miejsce na świecie.